# Laat vlieskelkje
Het laat vlieskelkje (Hymenoscyphus serotinus) is een schimmel in de familie Helotiaceae. Het leeft saprotroof op zwart geworden delen van takken van Fagus .

## Kenmerken
Vruchtlichamen zijn tot ca. 5 mm met een oranjegeel hymenium en tot 10 mm lange steel. De asci hebben gespen en meten 90-130 × 8-10 µm. De ascosporen zijn scutuloïd en hebben een maat 18-28 × 3-4 µm.

## Verspreiding
Het laat vlieskelkje komt in Nederland zeldzaam voor.